# Rose Maynard Barton
Rose Maynard Barton, née en 1856 et morte en 1929, est une peintre irlandaise.

## Biographie
Née en 1856, Rose Maynard Barton expose à la Royal Academy de Londres à partir de 1884. Elle apparaît également à la Royal Society of Painters in Watercolours. En 1904, elle se produit au Guildhall de Londres, à l'Exhibition of Irish Art. Elle utilise principalement l'aquarelle.
Rose Maynard Barton meurt en 1929.

## Galerie

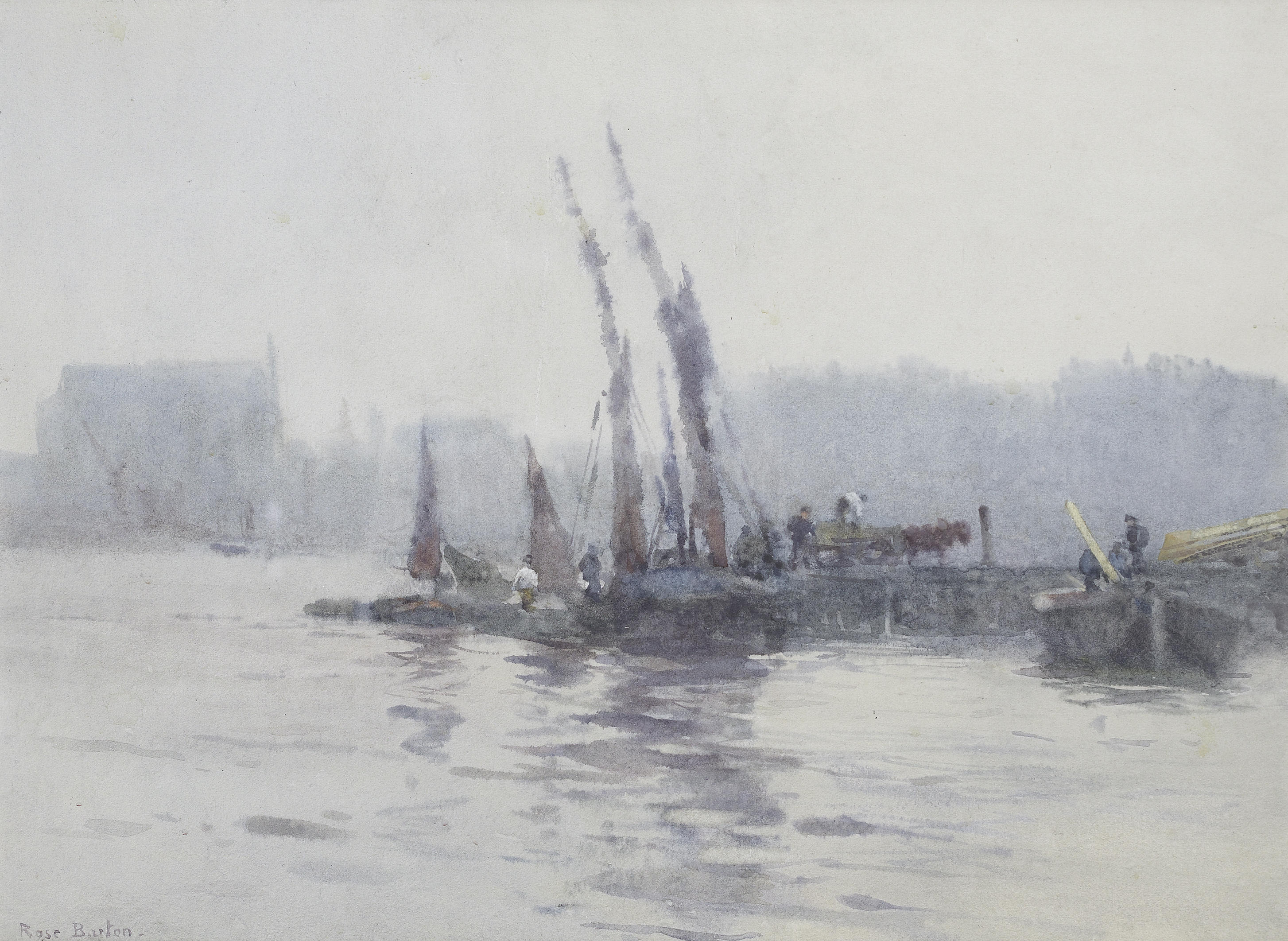
Boats in a harbour, Bateaux dans un port
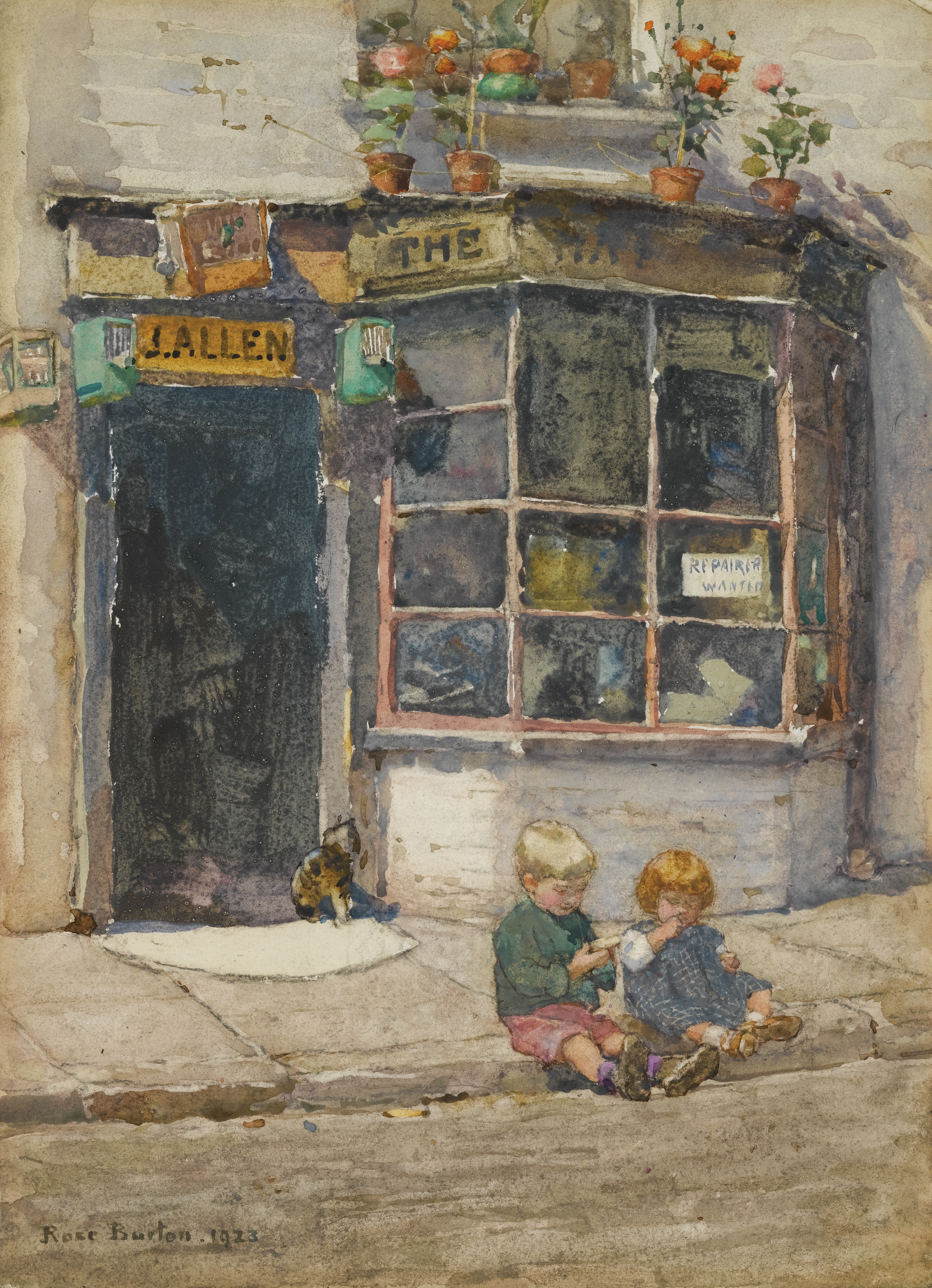
Cobbler's shop in Lancelot Plave, Knightsbridge (1916), Boutique de cordonnier à Lancelot Plave, Knightsbridge
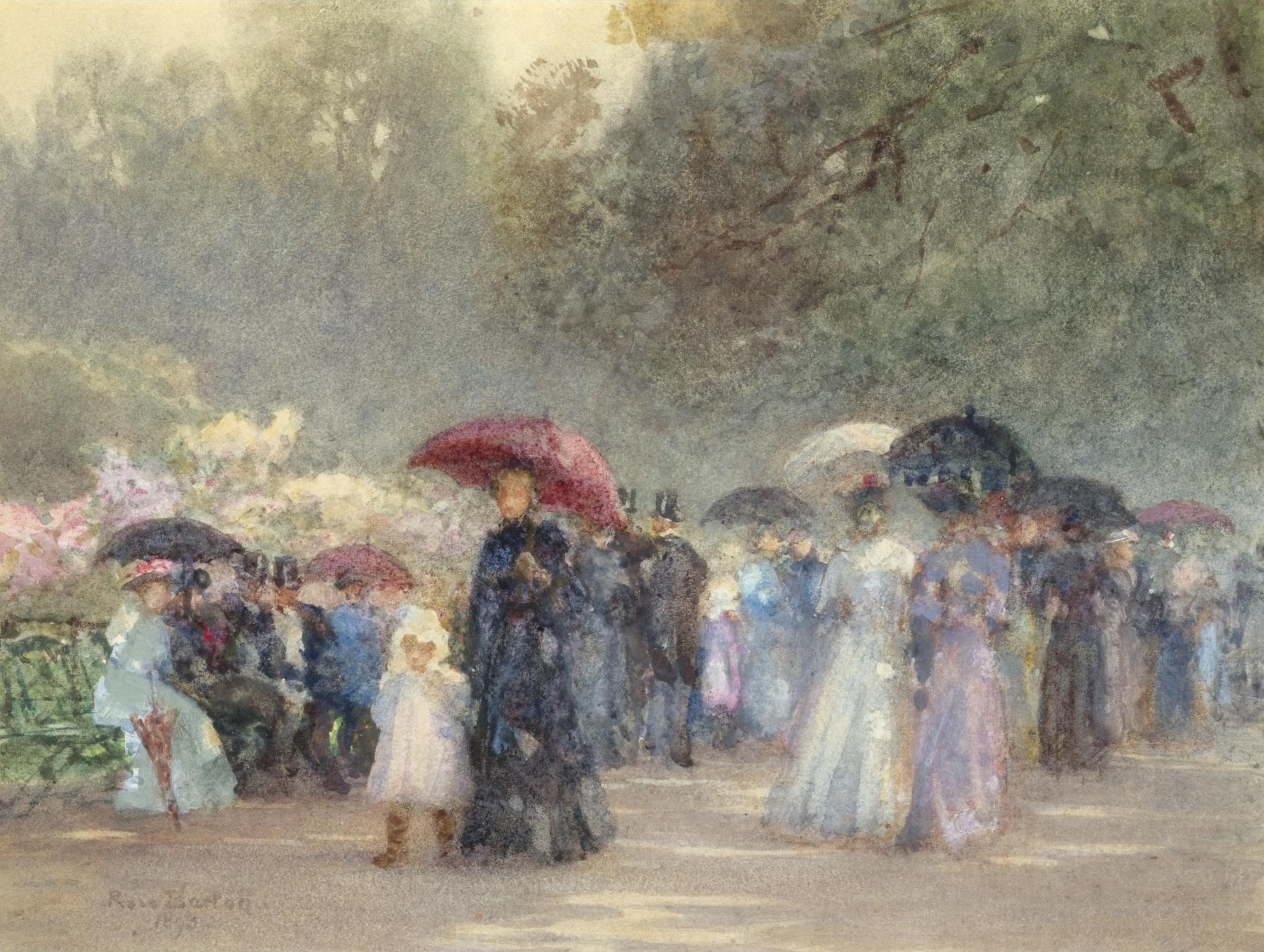
Hyde Park, May, Hyde Park en mai (1893)
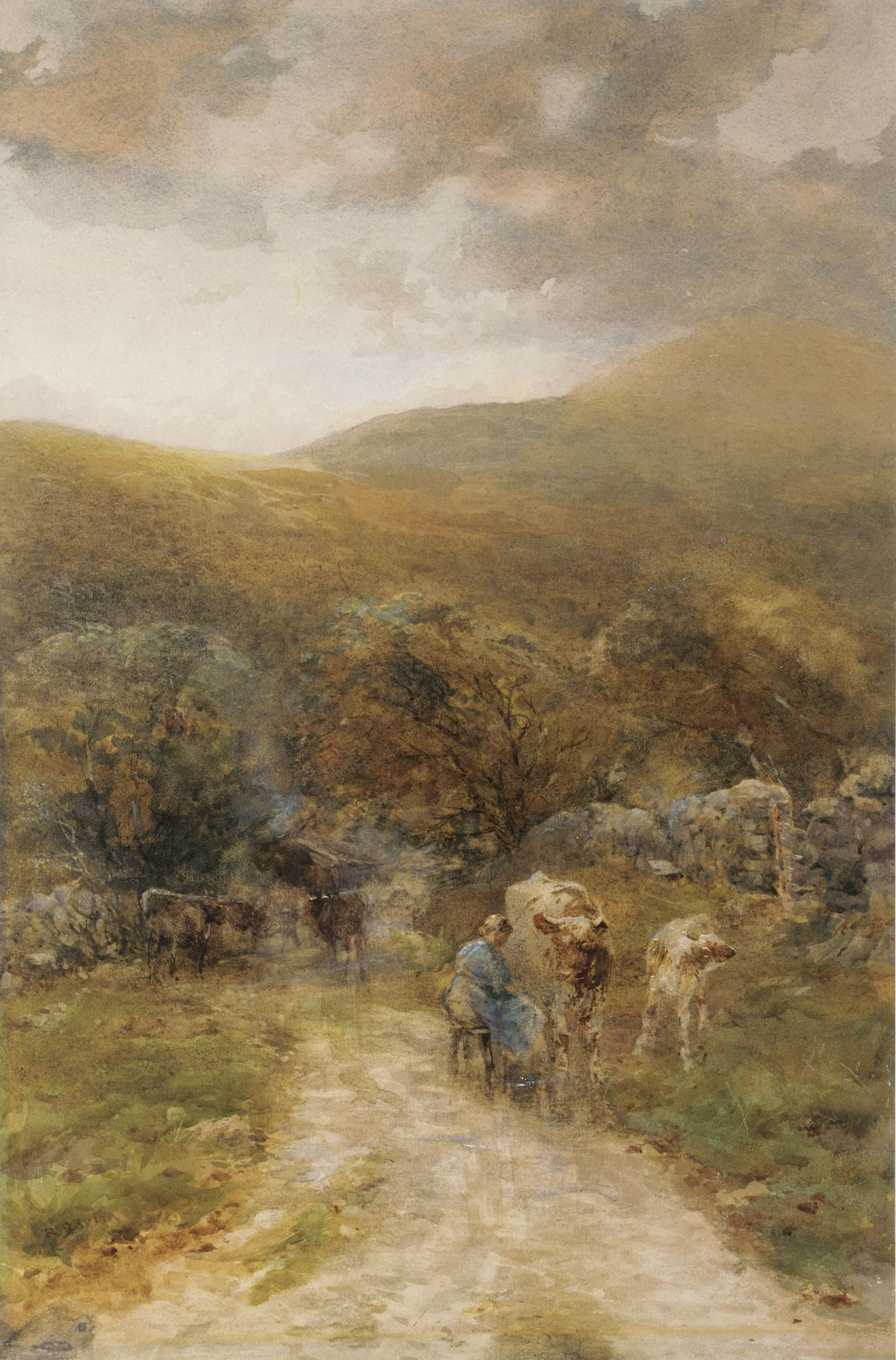
Milking time, L'heure de la traite
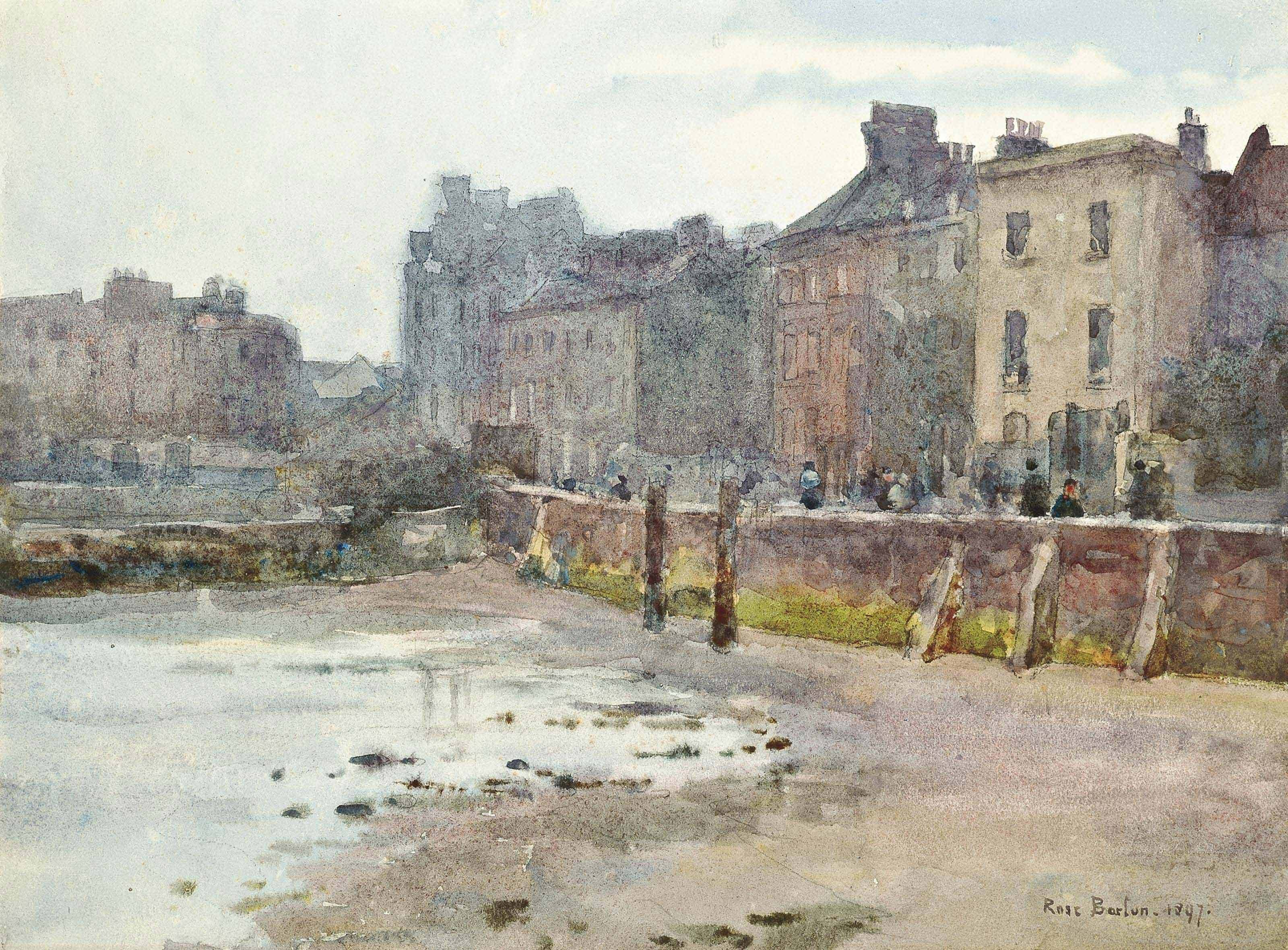
Old Chelsea Wall, London (1897), Le vieux mur Chelsea, Londres
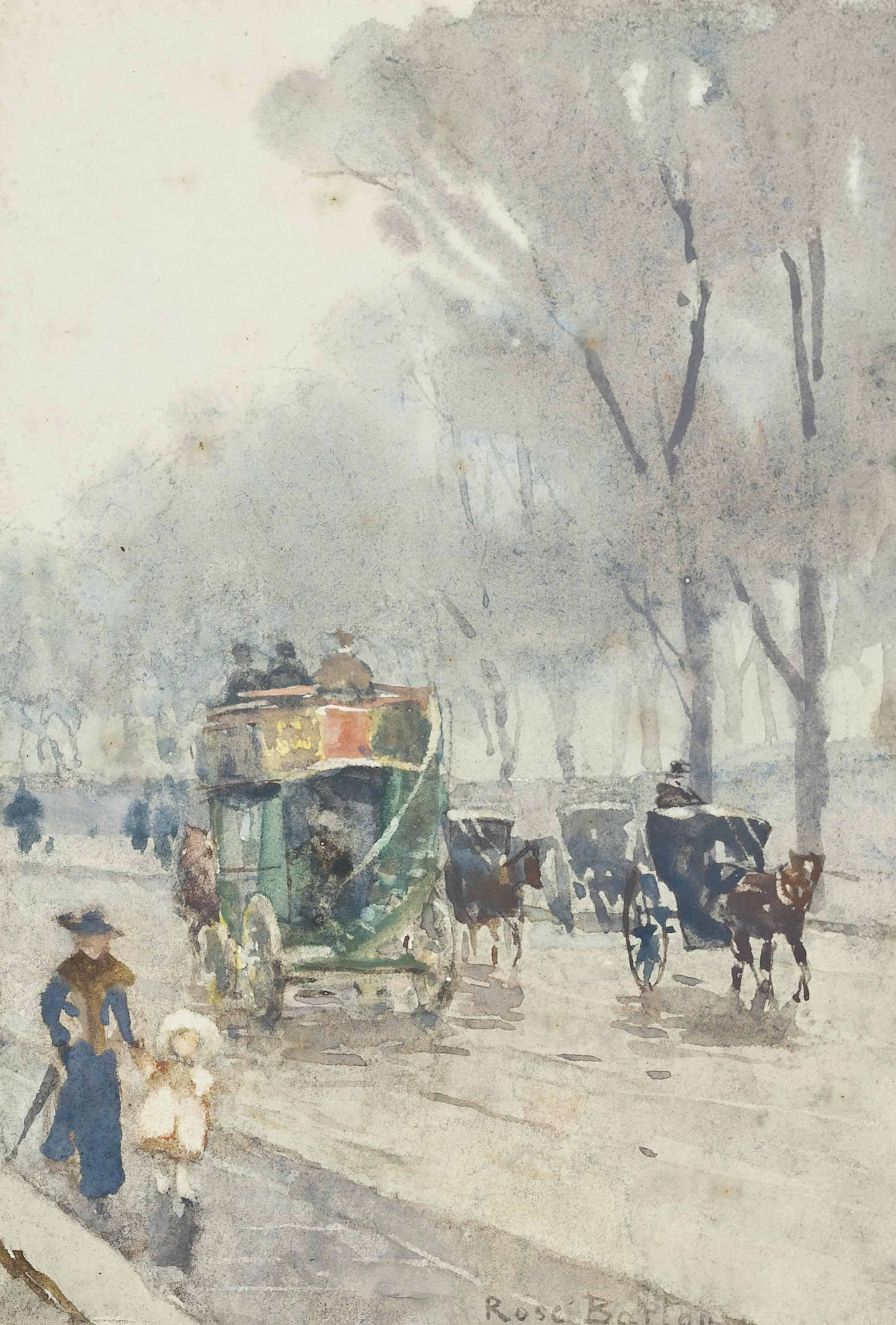
Park Lane with omnibus, Omnibus sur Park Lane
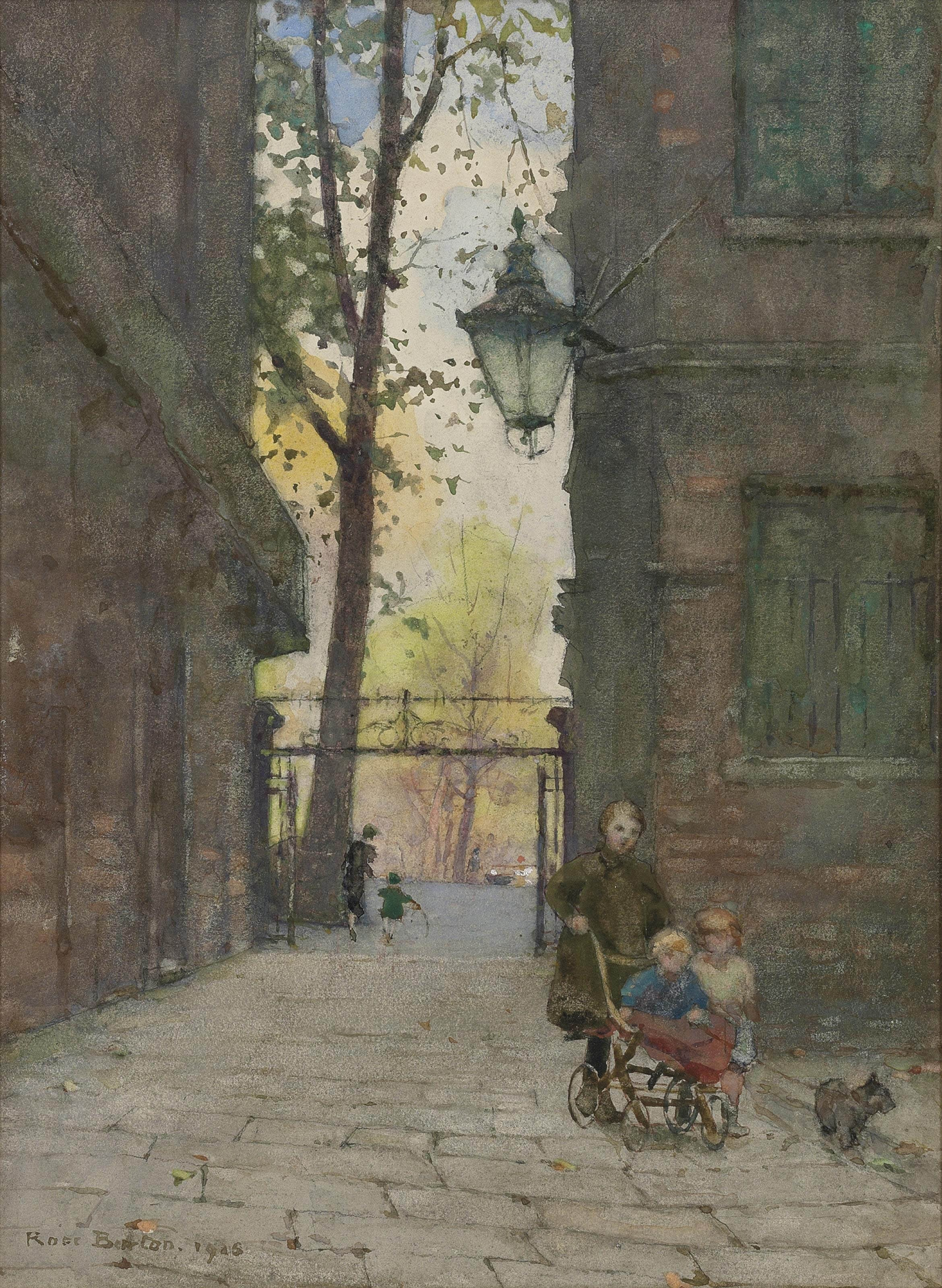
Parks Place, Knightsbridge, London (1916)
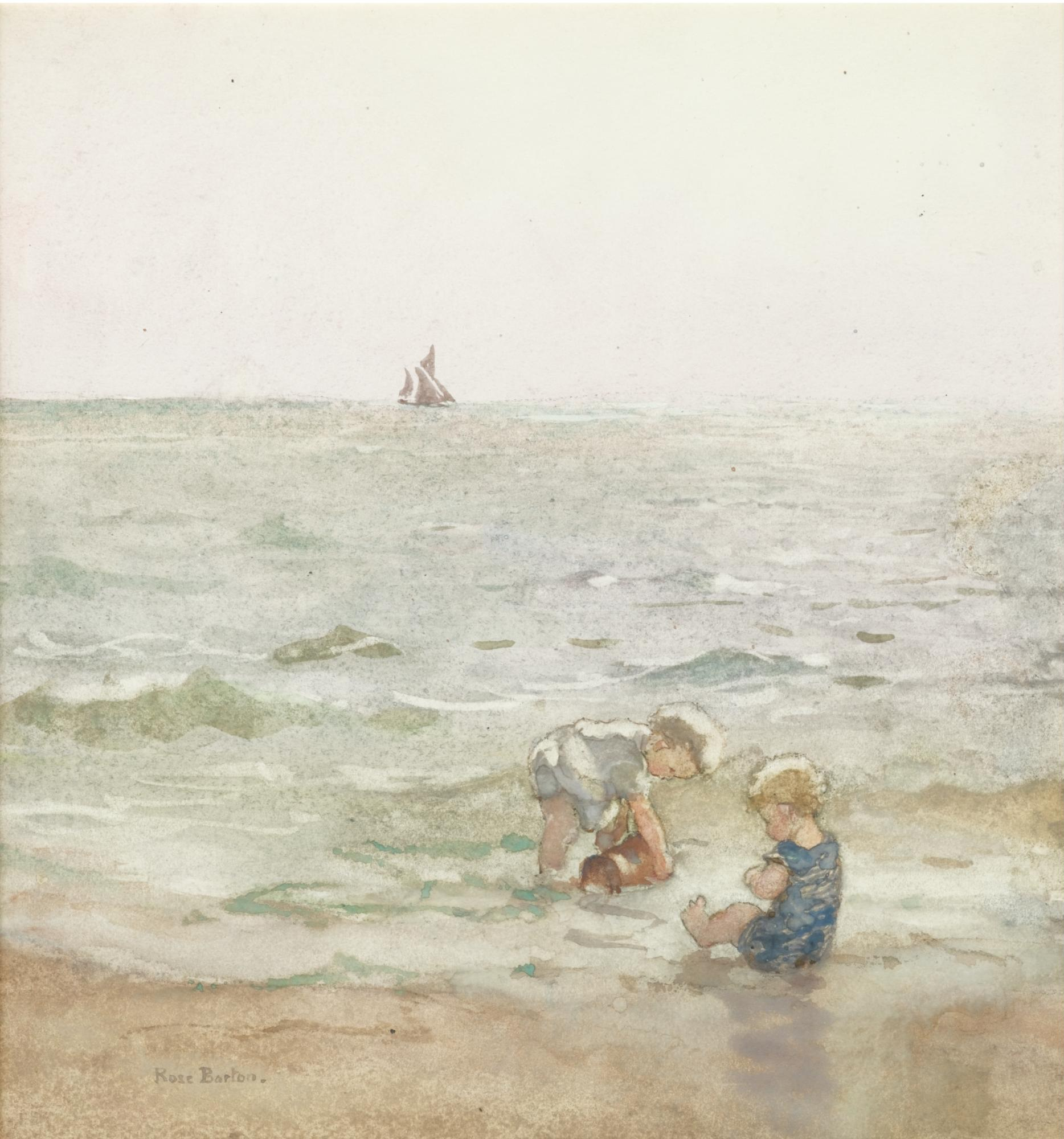
The Waterbabies, Les petits baigneurs